# Нейрокоммуникации
Нейрокоммуника́ции — форма общения, сопровождающаяся передачей данных о физиологических параметрах человека, а впоследствии и данных об активности его мозга. Является разновидностью биокоммуникаций, осуществляется с использованием нейротехнологий.

## Основные характеристики
Образцом естественным образом сложившейся нейрокоммуникации являются родившиеся в 2006 году сиамские близнецы сёстры Криста и Татьяна Хоган. Близнецы срослись головами, причём мозг одной соединён с мозгом другой. В результате они способны обмениваться мыслями и ощущениями: одна сестра знает то, что видит или чувствует другая.

## Сферы применения
Технологии нейрокоммуникации могут применяться для лёгкого управления техническими средствами и взаимодействия с искусственным интеллектом, биомониторинга и протезирования, прямой оперативной коммуникации, переживания чужого опыта, образования, совместного решения сложных задач, разрешения конфликтов, исследований рынка, программирования эмоций и т. д. Рынок нейрокоммуникаций выбран в качестве одного из ключевых в рамках российской Национальной технологической инициативы, в ней они именуется как «NeuroNet». Под этим термином понимается рынок средств человеко-компьютерного взаимодействия, основанных на передовых разработках в нейротехнологиях и повышающих продуктивность человеко-машинных систем, а также психических и мыслительных процессов. Ниже собрана информация о наиболее крупных сферах применения нейрокоммуникаций.

### Армия и промышленность

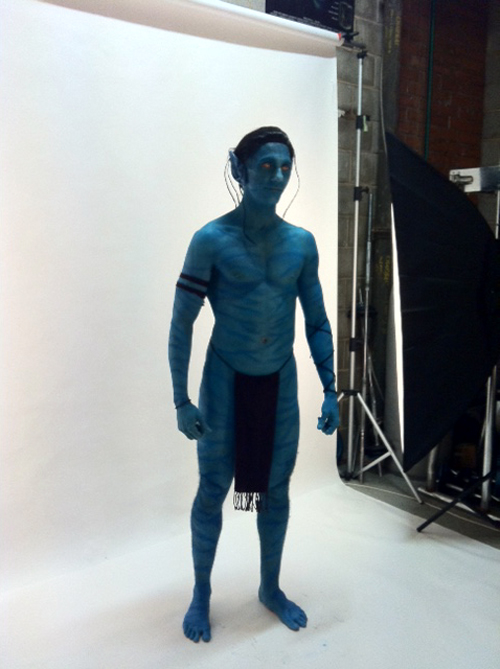
Модель аватара из одноимённого фильма Дж. Кэмерона (2009).

Усилиями DARPA создана система видеонаблюдения CT2WS, которая служит задаче усиления интеллекта солдат. Благодаря отслеживанию бессознательных реакций на события в поле зрения (сигналов мозгового «детектора ошибок») она позволяет замечать 91 % опасных объектов по сравнению с 47 % замеченных опасностей у солдат с обычными биноклями.
Ещё больше у военных потребность в технологиях, которые сокращают время реакции. Наиболее очевидным примером может послужить дистанционное управление боевыми роботами с помощью нейрокомпьютерных интерфейсов, как показано в фильме «Огненный лис» (1982). Более фантастичными пока выглядят системы синтетической телепатии (англ. synthetic telepathy, technology-mediated telepathy, computer-mediated telepathy), первым её образцом должна стать заказанная со стороны DARPA технология безголосового общения между солдатами на поле боя Silent Talk.
Дистанционное управление роботами необходимо и в гражданской сфере. Например, это поможет реализации проектов в экстремальных климатических зонах (освоение Арктики, обслуживание буровых установок на Крайнем Севере).

### Безопасность

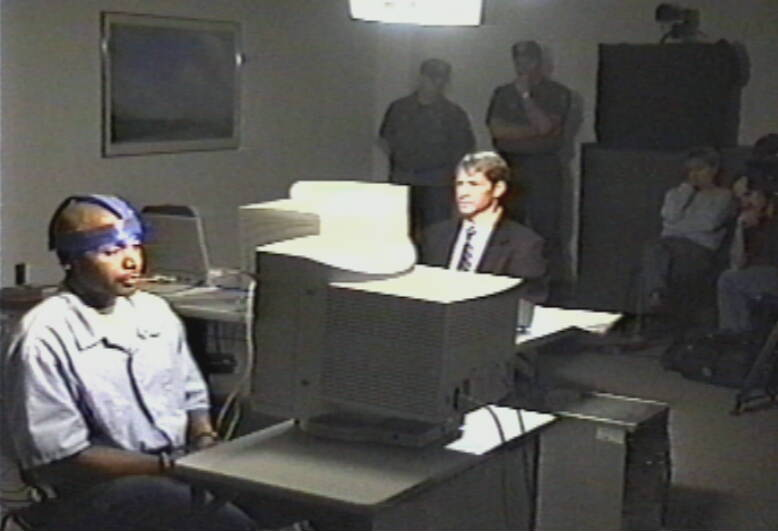
Снятие «отпечатков мыслей».

Уже сегодня судебная экспертиза использует метод отпечатков мыслей. С развитием нейрокомуникаций возможности чтения мыслей расширятся и сделают доступным контроль сознания, что позволит предупреждать преступления. Данное обстоятельство гиперболизировано в научно-фантастическом романе Руди Рюкера «Postsingular» (2007 год).
Затем, электронный браслет может эволюционировать до нейробраслета. Отдельным направлением станет создание новых способов идентификации личности, поскольку эволюция протезов позволит преступникам легко менять привычные физические характеристики.

### Здоровье

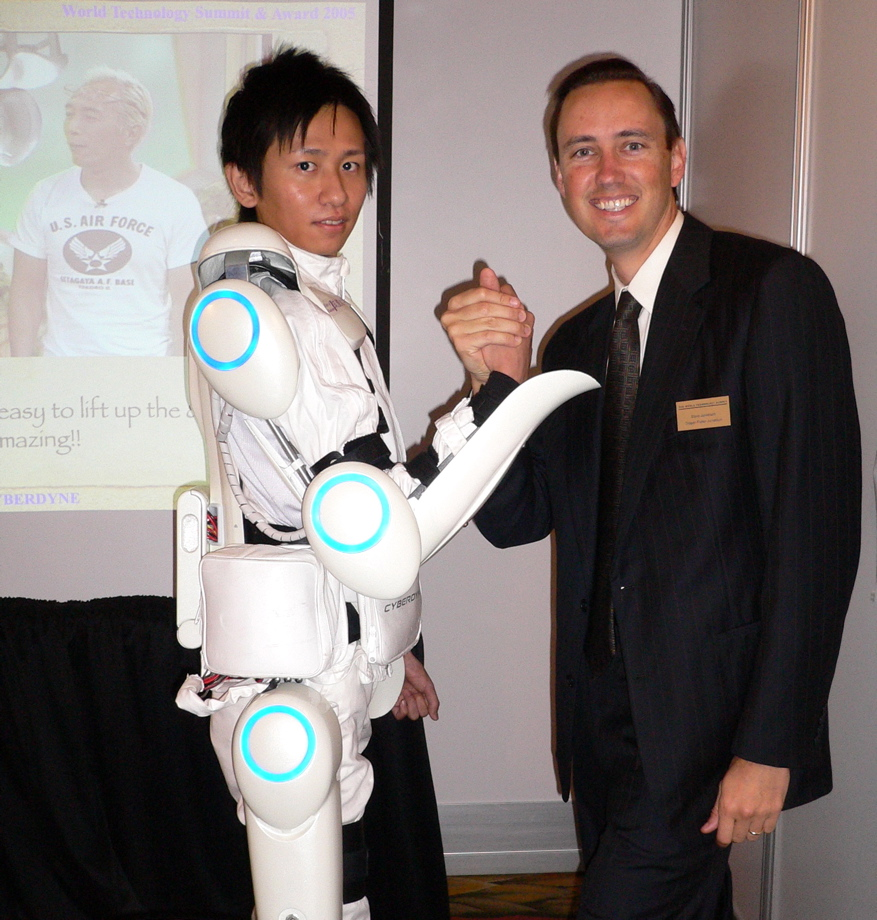
Электрический экзоскелет Hybrid Assistive Limbs (2005).

Во всём мире от заболеваний центральной нервной системы страдает более 2 млрд человек. Ежегодно в России в среднем 450 тыс. человек становятся жертвами инсульта. Тем самым, имеется потенциально широкий спрос на нейропротезы, экзоскелеты для пациентов с повреждениями спинного мозга, неинвазивные медицинские решения. Например, известный создатель нейроинтерфейсов Мигель Николелис инициировал проект «Ходить вновь» (англ. Walk Again Project), его целью является создание экзоскелетов, которые могли бы управляться парализованными людьми с помощью мысли.
Ещё более необходимы технологии ранней идентификации заболеваний (скрининг), которые позволят предотвращать наступление тяжёлых последствий. Так, в рамках концепции «мобильного здоровья» уже сейчас на рынке имеется спрос на носимые устройства с биологической обратной связью (БОС) вроде фитнес-трекеров. Подобного рода диагностика нужна и в рабочих ситуациях. В частности, она может заблаговременно предупреждать об усталости пилота. Нельзя недооценивать и перспективы визуализации: так, российский разработчик игр Nival использовал очки виртуальной реальности Oculus Rift в приложении InMind, позволяющем пользователю совершать путешествие внутри мозга.
Наконец, такое направление биоэлектроники, как электроцевтика, может потеснить фармацевтику. Аппарат компании Thync в зависимости от запроса пользователя способен повышать тонус или, напротив, расслаблять методом стимулирования области виска, а устройства фирмы SetPoint Medical осуществляют электростимуляцию блуждающего нерва.

### Межвидовые коммуникации
Нейрокоммуникации могут увеличить число видов говорящих животных. Сейчас в области межвидовой коммуникации по линии «человек-животные» учёные уже пытаются расшифровать язык животных. Например, профессор Кон Слободчикофф из Университета Северной Аризоны трудится над созданием специальных устройств мобильного перевода (первое подобное устройство под названием BowLingual, осуществлявшее перевод с языка собак, выпущено японской компанией Takara в 2002 году).
В то же время один из авторов акторно-сетевой теории социолог Бруно Латур предполагал не просто возможность общения с животными, а даже возводил их до статуса субъектов социальных отношений. Нейроинтерфейсы позволят человеку и животным сосуществовать в общей социальной сети: люди смогут не только читать мысли животных, но и воздействовать на их поведение, что продемонстрировал в 2013 году эксперимент Гарвардской медицинской школы. Как было сказано на «Форсайт-флоте» 2015 года, посвящённом НТИ, NeuroNet позволит
отправлять кота в аптеку, а собаку за хлебом.

### Нейробыт
Развитие Интернета вещей должно привести к наступлению состояния, именуемого разумной средой. Конечной её целью станет выстраивание вокруг человека определённого индивидуального пространства. В должном понимании нюансов этого пространства умной среде должно помочь взаимодействие с психикой человека. Например, техника сможет подстраиваться под эмоциональное состояние хозяина. Рабочая группа NeuroNet оценила вероятный объём рынка нейробыта и Интернета вещей к 2020 году в 7,1 трлн. долларов США.

### Нейромаркетинг

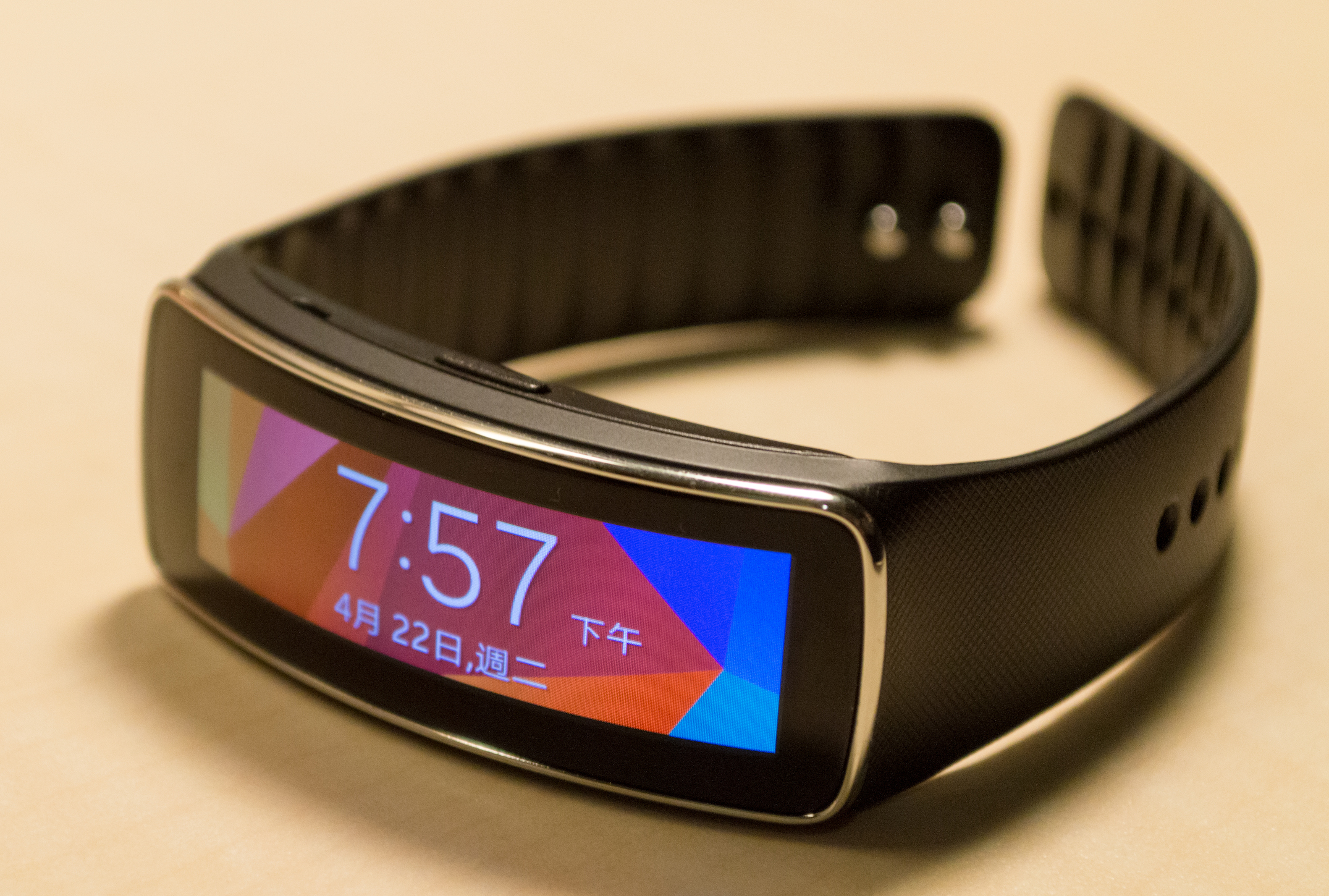
Фитнес-трекер Samsung Gear Fit (2014).

Направление нейромаркетинга должно вывести рекламный таргетинг на новый уровень. Во-первых, маркетинговые исследования становятся проще благодаря возможности получать информацию о неосознанных действиях потребителя (например, отслеживание движения глаз). Носимые устройства с биологической обратной связью позволят накопить массивы больших данных о реальном потребительском поведении. Во-вторых, для воздействия на принятие массовым клиентом решений шире начнут использоваться механизмы неосознаваемого воздействия.

### Обучение

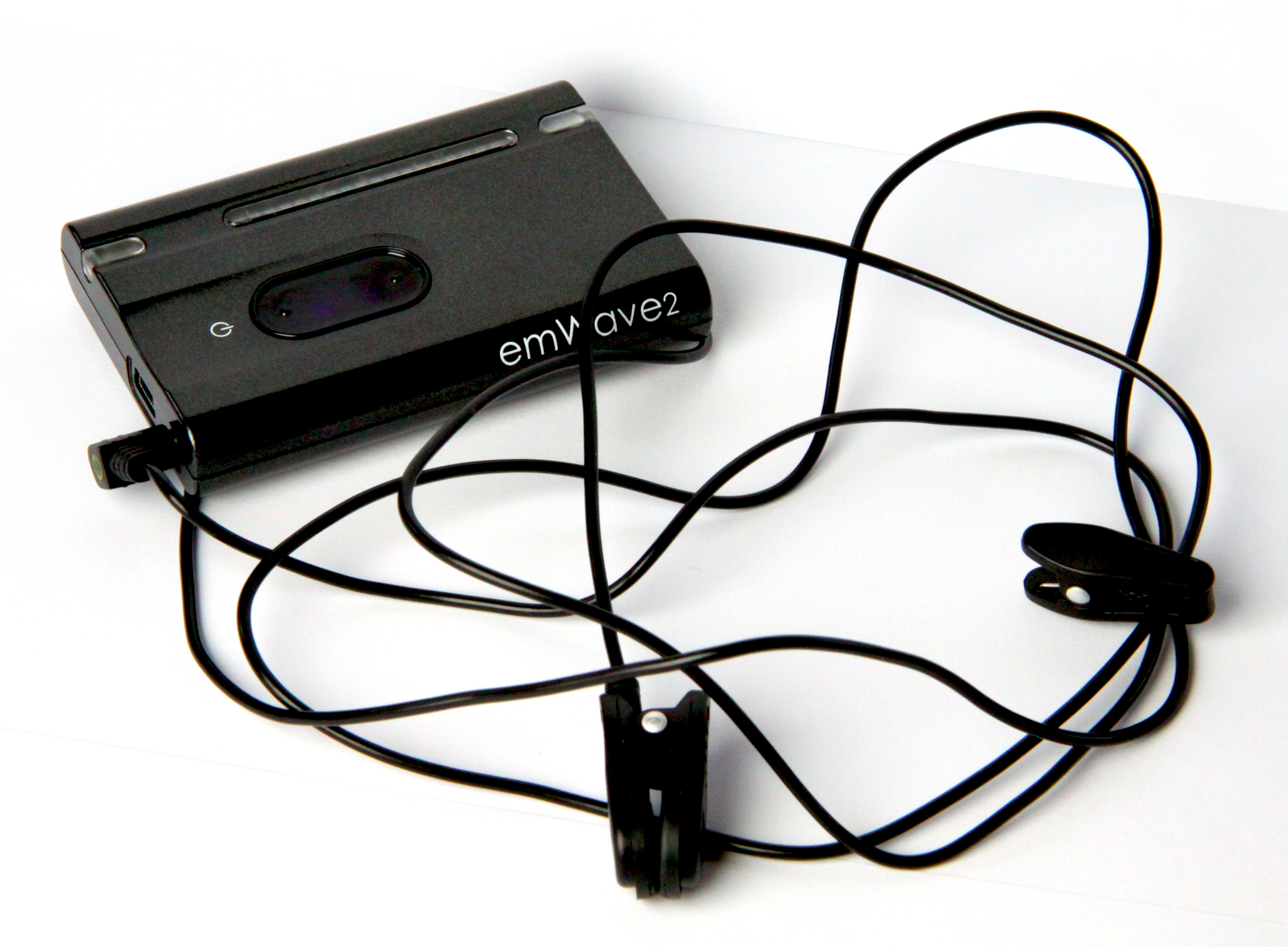
Устройство управления стрессом EmWave2 (2012).

Требования рынка труда диктуют потребность в приобщении к передовым технологиям когнитивного развития. Так, массовое увлечение микрополяризацией головного мозга свидетельствует о большом спросе на искусственное повышение мозговой активности. Идеальным конечным результатом применения нейрокоммуникаций в образовании должна стать ситуация, когда люди смогут обучаться, не утруждая себя. Например, в случае успешного решения проблемы переноса сознания обучение станет заключаться в загрузке необходимых знаний напрямую в мозг учеников. В 2015 году Карим Беншенан (фр. Karim Benchenane) с коллегами по Высшей школе промышленной физики и химии города Париж смог внедрить спящим мышам ложные ассоциации. Тем самым удалось доказать принципиальную возможность загрузки информации в мозг.
Имеется вероятность открытия в человеке новых ресурсных состояний психики (в том числе изменённых вроде тех, которые изучает один из экспертов общественного движения «Россия 2045» Олег Бахтияров). Лидерская программа Search Inside Yourself компании Google уже сегодня преподаёт инженерам медитацию, а компьютерная игра с механизмом БОС Journey to Wild Divine даже позволяет осваивать медитационные практики самостоятельно. Пока проблема переноса сознания не решена, с помощью устройств БОС можно тренировать и обычные психические состояния. В частности, обнаружена связь между такой формой Интернет-зависимости, как киберкоммуникативная зависимость, и снижением показателей в учёбе. Всё большее число детей страдает синдромом дефицита внимания. Помочь таким учащимся должны тренажёры внимания вроде программы Play Attention. Среди взрослых пользуются спросом тренировки мозга (в частности, речь о решении компании Lumosity, на которое подписались более 40 млн пользователей).
Ещё одним преимуществом нейроинтерфейсов является возможность контролировать ход усвоения учебного материала. В первую очередь учащийся сможет сам отслеживать важные для обучения показатели; например, нейроинтерфейс подскажет, когда мозг больше настроен на восприятие информации. Учителю для целей контроля тоже удобен нейроинтерфейс, ведь используемые в образовании обычные электронные тренажёры не позволяют отслеживать логику рассуждений ученика.

### Развлечения
На рынке компьютерных игр присутствуют первые нейрокоммуникативные решения, использующие электроэнцефалографию (ЭЭГ): это периферийные устройства ввода-вывода компаний Emotiv Systems, NeuroSky, Neural Impulse Actuator, игра Mindball. Ещё более футуристичную перспективу погружения в виртуальную реальность изнутри нервной системы рисует Рэймонд Курцвейл: в будущем нанороботы смогут перекрывать сигналы, поступающие от органов чувств, и заменять их на сигналы, получаемые мозгом из виртуальной реальности, что создаст ощущение полного присутствия в виртуальной среде. В такую среду можно переместиться с друзьями и вместе ощутить любые переживания по всему спектру органов чувств. М. Николелис отмечает большой потенциал в виртуальном туризме: трансформация устройств телеприсутствия в аватаров позволит людям получать реалистичные впечатления от дистанционных путешествий на другие планеты и в иные труднодоступные уголки Вселенной.

### Совместное решение задач
Станислав Лем в «Сумме технологии» (1963 год) упомянул понятие информационного барьера. Барьер заключается в том, что для обработки всё возрастающего объёма научной информации требуется всё больше учёных (см. информационный взрыв). Однако это процесс с положительной обратной связью, ведь увеличение числа исследователей ведёт к дальнейшему росту объёма накапливаемой информации. По мысли Лема, не исключено, что для преодоления информационного барьера потребуется продолжение антропогенеза.
Неизбежным следствием информационного взрыва является углубление специализации учёных. Чтобы из достижений узкоспециализированных отраслей науки синтезировать общее знание, требуется организация коллективного междисциплинарного взаимодействия (см. также en:Collaborative information seeking). При этом междисциплинарные коммуникации осложняются тем, что у специалистов разных специализаций различается терминология. Узость специализации ставит также проблему оценки достоверности знаний, ведь физик не может проверить истинность утверждений медика и т. д.
Сейчас проблемы узкой специализации преодолеваются за счёт краудсорсинга, фактически являющегося формой демократизации получения знания. Краудсорсинг вызвал к жизни явление гражданской науки: тысячи добровольцев участвуют в проектах EyeWire и Foldit. Неизбежно распространение такого опыта и на сферу социального управления, примером чему может служить проект The Edge (реализуется Национальной службой здравоохранения Великобритании).
Нейрокоммуникации должны повысить уровень взаимопонимания между узкопрофильными специалистами и уровень доверия к информации, позволив обмениваться мыслями напрямую, без участия посредников в виде профессионального жаргона. Рабочая группа NeuroNet оценивает возможный объём рынка нейроморфных систем больших данных и синтеза знаний в 253 млрд долларов США к 2020 году.

## Современное состояние

Схема интерфейса «мозг-компьютер».

Устройство EPOC от Emotiv Systems.

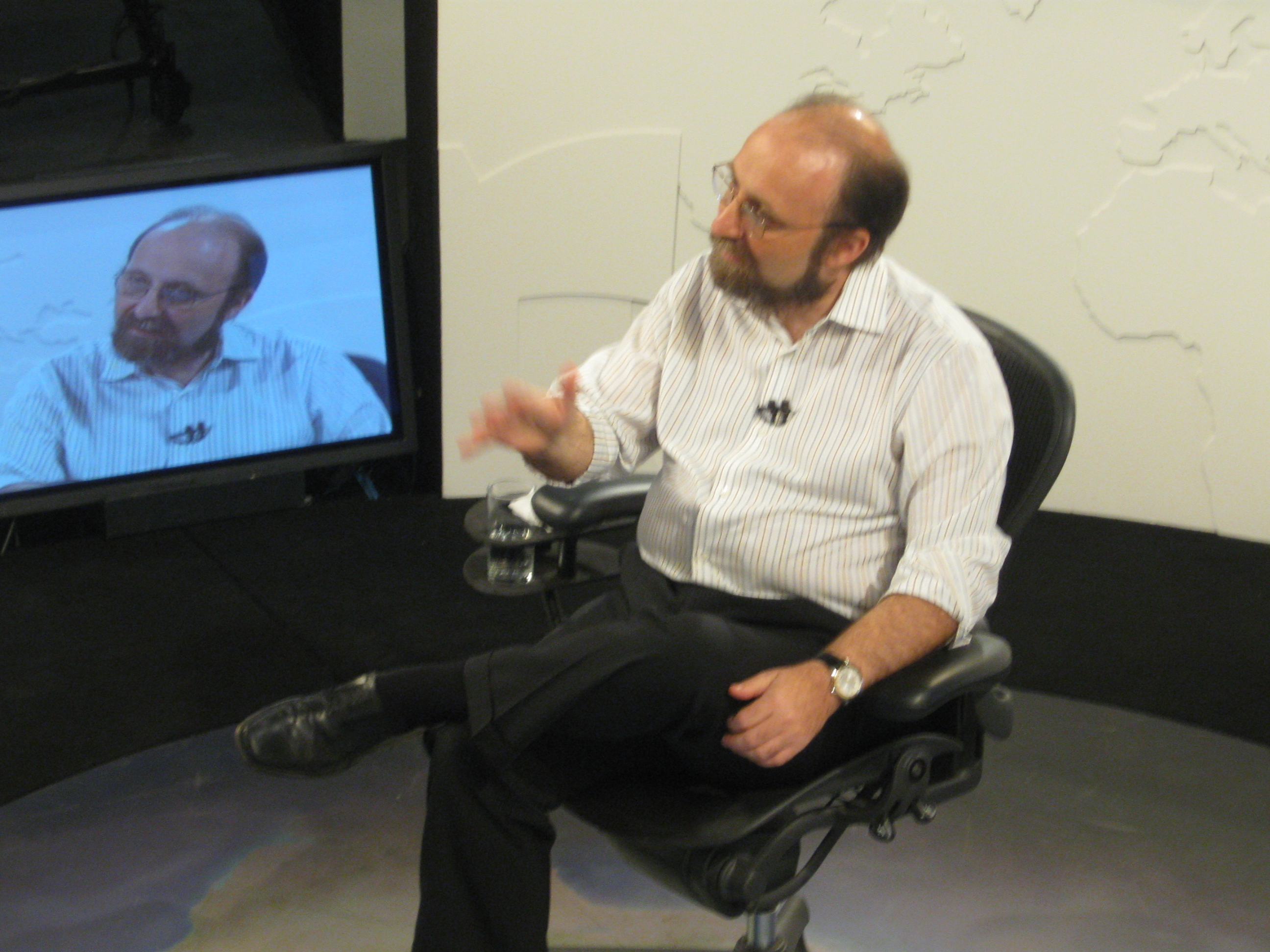
Мигель Николелис, создатель первых интерфейсов «мозг-мозг».

### Воспроизведение сознания
Последние достижения в области понимания работы мозга таковы: в рамках швейцарского Blue Brain Project удалось создать цифровую реконструкцию участка мозга крысы, содержащую 31 тыс. нейронов, 207 различных подтипов нейронов и 55 слоёв клеток, а Фред Гэйдж из Salk Institute for Biological Studies смог вырастить «возрастные» клетки мозга.
Виталий Дунин-Барковский из движения «Россия 2045» обещает получить детальную схему работы мозга, пригодную для искусственной реализации, до января 2016 года. Р. Курцвейл прогнозирует, что полная компьютерная симуляция человеческого мозга будет достигнута к 2040-м годам.
Предпринимаются первые подходы к воспроизведению сознания на искусственных носителях. LifeLike, совместный проект Университета Центральной Флориды и Университета штата Иллинойс, посвящён созданию виртуального двойника сотрудника американского Национального научного фонда Алекса Шварцкопфа (англ. Alex Schwarzkopf). Двойник должен сохранить для будущих поколений научный и интеллектуальный опыт Шварцкопфа, а также его внешность, мимику, голос, манеру общения. Ещё в 2005 году компанией Дэвида Хэнсона был создан искусственный двойник умершего за 23 года до этого писателя Филипа Дика.

### Искусственные интерфейсы
В вопросе взаимодействия мозга с искусственными предметами имеются определённые успехи. На открытии финального турнира чемпионата мира по футболу 2014 первый удар по мячу нанёс с помощью экзоскелета человек с парализованными ногами. Управление экзоскелетом осуществлялась мозгом, активность которого считывалась на основе ЭЭГ благодаря шапке с электродами (англ. Braincap). В то же время ещё в 2011 году сотрудник Междисциплинарного центра в Герцлии (Израиль) Дорон Фридман (англ. Doron Friedman) трудился над созданием аватара, управляемого с помощью МРТ. Под управлением одного из студентов аватар преодолел расстояние в 2 000 км.
Интерфейсы «мозг-компьютер» уже доведены до стадии коммерческих товаров. Так, нейроинтерфейсы австралийской компании Emotiv Systems выявляют выражение лица, позволяют проводить нейроисследования, работать с биологической обратной связью, осуществлять управление в компьютерной игре или контроль дронов Parrot AR.Drone. Правда, у интерфейсов присутствует проблема считывания намерений, ошибки составляют обычно 25-40 %. Прорыв в этом направлении совершил в 2012 году Эндрю Шварц (англ. Andrew Schwartz) из Питтсбургского университета, добившийся уровня точности 91,6 %.
Интерес представляет направление периферийных нейроинтерфейсов. Дело в том, что при управлении протезами необязательно задействовать для всех манипуляций ресурсы головного мозга. Бывает, что достаточно ресурсов периферической нервной системы. Примером периферийного нейроинтерефейса может служить разработанное в Чикаго устройство целевой реиннервации (TMR).

### Сетевое взаимодействие
Что касается взаимодействия «мозг-мозг», в этой части пока проводятся лабораторные опыты. В феврале 2013 года команда М. Николелиса отчиталась о том, что ей удалось связать в сеть мозги двух крыс. Крысам были имплантированы подключённые к компьютерам электроды, а компьютеры соединили через Интернет. Крысы в режиме реального времени обменивались тактильной и моторной информацией, хотя находились при этом на разных материках: одна в Южной Америке (на территории бразильского института IINN-ELS), а вторая в Северной (Университет Дьюка в американском штате Северная Каролина).
Спустя чуть более месяца учёные из Гарвардской медицинской школы отчитались об успехе межвидовой нейрокоммуникации без вживления имплантов, неинвазивным способом за счёт ЭЭГ. Люди-добровольцы надевали шапки с электродами и силой мысли заставляли шевелиться хвост крысы, находившейся под анестезией.
В августе того же года в Вашингтонском университете удалось добиться нейрокоммуникации между людьми в ходе игры в шутер. В распоряжении одного игрока (Раджеша Рао, англ. Rajesh Rao) имелся только экран, а клавиатура находилась в соседней комнате у Андреа Стокко (англ. Andrea Stocco). Рао не мог самостоятельно нажимать клавиши, а Стокко не видел происходящего на экране. Рао посылал команды о необходимости нажатия клавиш в мозг Стокко с помощью шапки с электродами.
В 2015 году лаборатория М. Николелиса провела два новых эксперимента. В обоих животные вознаграждались за успешное групповое взаимодействие. В одном случае три обезьяны через нейрокомпьютерные интерфейсы сообща управляли искусственной рукой, наблюдая её движение на мониторе, причём каждая по отдельности могла манипулировать персонажем только по одной оси прямоугольной системы координат. Эксперимент показал, что мозги приматов могут быть объединены в самоадаптирующуюся компьютерную структуру, способную к достижению общих целей. Во втором эксперименте была создана сеть из мозгов 4 крыс.
Пока что является проблемой низкая скорость передачи с помощью нейроинтерфейсов традиционной информации. Например, максимальная скорость побуквенного набора посланий на обычном языке по состоянию на 2014 год равнялась 40 знакам в минуту. Для повышения скорости взаимодействия необходимо разработать специальный язык и прилагающиеся к нему системы машинного перевода, способные понимать смыслы — данная проблема должна получить решение благодаря Семантическому вебу.
Второй проблемой является необходимость создания адекватных организационных форм сетевой коммуникации. Подобно тому, как в ИКТ происходит переход от топологии «звезда» к ячеистой топологии, так же и человеческим коллективам придётся принять гибкие, самоорганизующиеся формы. Сейчас возникают пробные форматы коллективного взаимодействия: форсайт, World Café, технология открытого пространства. В горизонте 7-15 лет должны появиться организационные технологии, способные выстроить группу любой сложности под любую задачу.

### Рекомендуемая литература
- Whitfield I. C. Neurocommunications: An Introduction. — 1st ed. — New York: John Wiley & Sons, 1984. — 312 p. — ISBN 978-0471103202.